# Harte Zeiten für unsere Zeiten
Harte Zeiten für unsere Zeiten (Originaltitel: Tempos Difíceis) ist ein schwarzweißes Filmdrama des portugiesischen Regisseurs João Botelho aus dem Jahr 1988. Es ist eine Adaption des 1854 erschienenen Romans „Harte Zeiten“ von Charles Dickens in heutige Zeiten, die jedoch mit Zeitsprüngen und einer an die Frühzeit des Kinos erinnernden Machart die Zeitlosigkeit des sozialkritischen Themas unterstreicht.

## Inhalt
In einer kleinen fiktiven Industriestadt ist der rücksichtslose Unternehmer José Grandela die mächtigste Person. Unentwegt trägt er jedermann die Legende seines Aufstiegs aus dem Elend eines verstoßenen mittellosen Straßenjungen zum reichsten Mann der Stadt vor und verachtet Arme als arbeitsscheu. Haushälterin seiner Villa ist die hochgeborene Senhora Vilaverde, die nach dem Bankrott ihres Mannes notgedrungen diese Stellung angenommen hat, zu Grandelas Stolz.
Der prinzipientreue und humorlose Tomáz Cremalheira leitet die örtliche Schule mit harter Hand und arbeitet daneben an seiner politischen Karriere. Als die kleine, früh von ihrer Mutter verlassene Cecília in der Schule auffällt und ihr Vater, Artist bei einem Wanderzirkus, mit dem Zirkus weiterzieht, nimmt er sie zusammen mit seiner wehleidigen Frau bei sich auf. Sie hilft dort im Haushalt und wächst zusammen mit den Kindern des Hauses auf, der traurigen Luísa und dem opportunistischen, aber hellgeistigen Tomázinho. Als Tomáz nach Jahren Abgeordneter wird, beendet er die Ausbildung Cecílias, sehr zu ihrem Missfallen, und sie hilft fortan im Haushalt.
Die herangewachsene Tochter Luísa heiratet den 30 Jahre älteren Grandela, während ihr etwas überheblicher Bruder Tomazinho in dessen Firma aufsteigt. Grandela schickt seine Haushälterin nun aus dem Haus und macht sie zur Verwaltungsleiterin seiner Firma, was Sra. Vilaverde als weiteren sozialen Abstieg empfindet und sie noch boshafter macht. Der Anwalt Vaz Simões ist nun immer häufiger Gast in der Villa und bevorzugter Gesprächspartner Luísas.
Der einfache und introvertierte, aber zuverlässige Sebastião ist seit 12 Jahren ein schlecht bezahlter Arbeiter in Grandelas Fabrik und lebt mit seiner Frau in einfachen Verhältnissen. Sie versucht der Trostlosigkeit mit Alkohol zu entkommen und macht ihre unglückliche Ehe damit noch hoffnungsloser, so dass Sebastião sich wünscht, dass sie geht oder möglichst schnell stirbt.
Als die Arbeiterschaft bessere Arbeitsbedingungen erstreiten möchte, macht Sebastião aus Angst um seine Anstellung beim Arbeitskampf nicht mit, sondern möchte einfach nur weiterarbeiten. Er wird fortan von seinen Kollegen geschnitten und vom ungeduldigen Grandela wegen seiner Einfältigkeit kurzerhand entlassen. Luísa und ihr Bruder möchten ihm helfen, Luísa gibt ihm Geld und Tomazinho macht ihm vage Hoffnung auf eine erneute Anstellung. Derweil wird der Diebstahl eines großen Geldbetrages aus der Buchhaltung Grandelas entdeckt, und der erboste Grandela entbindet Sra. Vilaverde von ihrer Aufgabe und nimmt sie zurück zum Hausdienst. Sie fühlt sich ungerecht behandelt und weiter erniedrigt, und sinnt nun auf Wiederherstellung der alten Rollenverteilung.
Die raue, aber mitfühlende Raquel ist die Wirtin der Arbeiterkneipe und dient immer wieder als Schlichterin und Verbindungsfrau, um zwischen den von verbohrten Ehrgefühlen und sozialen Dünkeln verhärteten Fronten zu vermitteln.
Die missgünstigen Intrigen der Haushälterin Vilaverde und verschiedene Schicksalsschläge bringen die Verhältnisse danach weiter in Bewegung und demaskieren Lebenslügen der Beteiligten.

## Rezeption
Der Film hatte seine Weltpremiere am 29. August 1988 bei den Internationalen Filmfestspielen in Venedig und lief danach auf einer Reihe internationaler Filmfestivals, darunter das Toronto International Film Festival, das New York Film Festival, das Göteborg International Film Festival und das Internationale Filmfestival Thessaloniki.
In Venedig 1988 gewann er den FIPRESCI-Preis und war für den Goldenen Löwen nominiert.
Die Kritik nahm den Film positiv auf. Sie sah den dritten Spielfilm Botelhos als seinen konsequentesten und schlüssigsten an und hob dabei seine Bezugnahmen auf die Frühzeit des Kinos, insbesondere auf Griffith besonders hervor. Als besonders gelungene Aspekte sah sie die beeindruckenden Bilder der Schwarzweiß-Kamera und die Schauspielleistungen der Darsteller, die trotz ihrer sehr unterschiedlichen künstlerischen Hintergründe überzeugend harmonierten.

„Ein optisch ausgefeilter Film nach einem sozialkritischen Roman von Charles Dickens, der durch die Verwendung von Stilmitteln der Stummfilmzeit auf die Zeitlosigkeit seiner Geschichte hinweist. Interessant für ein filmgewohntes Publikum.“

„Harte Zeiten für unsere Zeiten“ war der portugiesische Kandidat für den besten fremdsprachigen Film zur Oscarverleihung 1989, gelangte bei der folgenden 61. Oscarverleihung jedoch nicht zur Nominierung.
Am 8. Dezember 2018 wurde er erstmals im portugiesischen Fernsehen gezeigt, bei RTP2, dem Kulturkanal des öffentlich-rechtlichen Fernsehsenders RTP.